# Comarca Acentejo
Die Comarca Acentejo ist eine der 15 Comarcas in der Provinz Santa Cruz de Tenerife.
Die im Nordosten der Insel Teneriffa gelegene Comarca umfasst fünf Gemeinden auf einer Fläche von 103,46 km².

## Gemeinden
| Gemeinde                | Einwohner (2024) | Fläche km² | Dichte Einw./km² | Cod INE | Postleitzahl        |
| ----------------------- | ---------------- | ---------- | ---------------- | ------- | ------------------- |
| La Matanza de Acentejo  | 9.160            | 14,11      | 649              | 38025   | 38370, 38379        |
| Santa Úrsula            | 15.386           | 22,59      | 681              | 38039   | 38390, 38398, 38399 |
| El Sauzal               | 9.278            | 18,31      | 507              | 38041   | 38359, 38360        |
| Tacoronte               | 24.746           | 30,09      | 822              | 38043   | 38350               |
| La Victoria de Acentejo | 9.313            | 18,36      | 507              | 38051   | 38380, 38389        |
| Comarca Acentejo        |                  | 103,46     | 0                | –       | –                   |

## Nachweise
1. ↑  Instituto Nacional de Estadística Municipal Register of Spain
2. ↑  Regionen und Großregionen der Kanarischen Inseln, territoriale Abgrenzungen für statistische Zwecke